# Miasto Nin
Miasto Nin (chorw. Grad Nin) – jednostka administracyjna w Chorwacji, w żupanii zadarskiej. W 2011 roku liczyła 2744 mieszkańców.